# زبيدة حبيب رحمة الله
زبيدة حبيب رحمة الله ولدت يوم 12 أغسطس في عام 1917 في مدينة مومباي  وكانت شخصية سياسية باكستانية وناشطة مجتمعية، كانت رئيسة رابطة مسلمي عموم الهند في المملكة المتحدة و عضو مؤسس في جمعية جميع نساء باكستان، وقد تم منحها نجمة الخدمات لخدماتها من قبل محمد أيوب خان (رئيس باكستان).

## الحياة الشخصية
تزوجت زبيدة تشينوي حبيب رحمة الله  في عام 1935. ومنذ ذلك الحين، أخذت على عاتقها الرعاية الاجتماعية النشطة لدعم المرأة المسلمة في الهند البريطانية، وتبعتها عدة مشاريع تنموية تدور أساسًا حول التعليم بعد إنشاء دولة باكستان.
ومن جهة العائلة كان والد زبيدة رحمة الله السلطان تشينوي رجل أعمال وبقي رئيس بلدية مومباي بين عامي [1938-1939] و كان لديها ثلاثة أطفال من زوجها حبيب إبراهيم رحمة الله، لدين وابنة.

## حياتها المبكرة والمهنية
بدأ تعليمها المبكر في دير يسوع ومريم في مدينة مومباي، تليها الشهادة المتوسطة من مدرسة الملكة ماري. ثم التحقت بكلية إلفينستون حيث حصلت على درجة البكالوريوس في الآداب.
كانت زبيدة رحمة الله واحدة من الأعضاء المؤسسين لجمعية نساء عموم باكستان (All Pakistan Women Association -APWA)، والتي كانت مقرها في المملكة المتحدة بعد تقسيم الهند في عام 1947 و أصبحت أول رئيسة لجمعية نساء عموم باكستان في المملكة المتحدة. وكانت أول رئيسة لرابطة مسلمي عموم الهند في المملكة المتحدة بعد التقسيم.
عند عودتها إلى باكستان في عام 1953، واصلت عملها مع جمعية نساء عموم باكستان. وظلت رائدة للعديد من وفود المنظمة في مؤتمرات أفروآسيوية وصينية، وظلت زبيدة رئيسة لجمعية نساء عموم باكستان 1953-1954- تبع ذلك نائب الرئيس 1955-1958. كما ظلت رئيسة مجلس إدارة في الفترة 1956 - 1974. في النهاية أصبحت رئيسة لجمعية نساء عموم باكستان في مدينة كراتشي في الفترة 1991-1997. كما حملت لمنصب وزير المركز الثقافي الأمريكي الباكستاني.

## الجوائز
حصلت زبيدة رحمة الله على نجمة الخدمات لخدماتها من قبل محمد أيوب خان (رئيس باكستان). في عام 1960 لإسهاماتها في المنظمات النسائية في باكستان ومساهماتها في قوانين الأسرة الباكستانية الغربية بما في ذلك حقوق المرأة.